# Rasterkartierung
Die Rasterkartierung, auch Gitterfeldkartierung genannt, ist heute die häufigste Methode zur Erfassung biologischer Arten in einem gewissen Gebiet. Die kartographischen und methodischen Grundlagen der jeweiligen Bestandserfassungen variieren trotz vieler Bemühungen zur Vereinheitlichung regional und international noch immer, ebenso meist auch die anschließende Darstellung der Ergebnisse. Eine der häufigsten kartographischen Grundlagen für die Datenaufnahme ist ein Minutenfeld, das für die Kartierer in kleinere, in der Ausdehnung auch vom Relief des Kartierungsgebietes abhängige Rejons unterteilt wird, die während der meist mehrjährigen Datenerhebungszeit möglichst häufig abgegangen werden sollen.
Dabei stellt der Kartierer (hier am Beispiel von Vögeln) die qualitative Präsenz von Arten nach verschiedenen Kriterien fest:
- mögliche Brut: die Art ist während der Brutzeit in einem geeigneten Habitat anwesend, es wurden aber keine deutlichen Bruthinweise festgestellt.
- wahrscheinliche Brut, jedoch kein Brutnachweis: deutliche Bruthinweise konnten beobachtet werden (Nestbau, kopulierende Paare, deutliches Revierverhalten, Brutfleck).
- Brut ist nachgewiesen: flügge Junge wurden gesehen; der brütende Altvogel konnte beobachtet werden; Junge wurden im Nest gehört oder gesehen; Junge werden gefüttert oder Altvogel mit Futter wurde gesehen.

Quadratkilometerfeld, unterteilt in 16 Quadrate mit 250 × 250 m Größe

Eine Grundlage für floristische Kartierungen ist in Deutschland das Messtischblatt (Topographische Karte 1:25000), auf welchem in der Regel noch ein Gitter mit jeweils 4 × 4 cm nach dem Gauß-Krüger-Koordinatensystem aufgedruckt ist, das bei einem Maßstab von 1:25000 jeweils 1 × 1 km entspricht. Ein Fundort lässt sich auf dem Messtischblatt in mehreren Abstufungen von grob bis punktgenau lokalisieren. Gröbste Stufe ist die Angabe der Messtischblattnummer. Am genauesten sind punktgenaue Rechts- und Hochwerte (Gauß-Krüger-Koordinaten).
Oft wird noch das 250 × 250 m-Kleinfeld verwendet. Dazu wird ein Quadratkilometerfeld in 16 gleich große Quadrate unterteilt, vertikal von 1 bis 4 und horizontal von a bis d nummeriert.
Punktgenauen Koordinaten jedoch sollte heutzutage vor allem durch Verwendung von GPS der Vorzug gegeben werden. 
In vielen Fachbereichen der Botanik und Zoologie spielen Rasterkartierungen eine sehr große Rolle. Veröffentlicht werden die Ergebnisse von Rasterkartierung außer in Fachartikeln zuweilen auch in sehr umfangreichen Verbreitungsatlanten.
Der nicht ausschließlich fachwissenschaftlich orientierte Leser solcher Publikationen sollte aber bedenken, dass Bestandszahlen aus Kartierungsgrunddaten hochgerechnet werden müssen und deshalb oft einer sehr großen Streuung und einer sehr großen Unschärfe unterliegen können. Manche Arten sind sehr schwer kartierbar, manche Gebiete sind unzugänglich und werden deshalb weniger intensiv begangen. Auch die jeweilige Fachkenntnis der meist ehrenamtlich tätigen Kartierungsmitarbeiter kann Kartierungsergebnisse beeinflussen.